# 他田日奉神護
他田日奉 神護（おさだのひまつりの じんご、生没年不詳）は、下総国海上郡出身の奈良時代の官人。正倉院文書に「他田日奉部直神護解」を遺した。

## 人物
平城京左京七条に住む初老の下級官吏の自薦書が1通正倉院文書に残っている。彼の姓名（フルネーム）は「海上国造他田日奉部直神護」、「海上国造」は国造制の下で国造だったことに由来する国造姓で、「他田日奉部」は敏達天皇の他田宮に日奉部という太陽崇拝に従事する部民として奉仕したことに由来し、「直」はカバネであり、「神護」が名（ギブンネーム）である。中宮舎人で従八位下の位階をもっていた。
下総国海上国造の後裔を称し、故郷の下総国海上郡では郡司の地位を代々継承し、伝統的に大きな勢力を誇っていた家に生まれた神護であるが、中央に上れば下級官人にしかなれなかったのである。従八位下という位階は、30階の下から5番目という低い位である。無位からはじめ6年毎の勤務評定で大過がなければ「中」の評価を得て位が一つ上がり、これを積み上げて30年で5階昇叙という計算になる。可もなく不可もなく非常に地道な平均的下級官人の経歴だといえる。長年にわたって位分資人や中宮舎人を勤め上げた神護は、故郷に戻るにあたって大領への任用を上申した。
はたして神護は首尾よく大領になれたであろうか、代々郡司を務めた家柄を譜第といい国造姓をもつ神護はとても有利な立場にあった。しかし神護がこの自薦書を書いた天平20年（748年）の翌年に郡領の任用方式の大きな改定があり、譜第重大の家を選び、嫡系相承とし、傍系親族は用いない、というのである。神護には大領を務めた兄国足がおり、嫡系ではなく傍系である。それから7年後の天平勝宝7歳（755年）に、同じ姓の他田日奉得大理が詠んだ防人歌が万葉集 にある。得大理は神護の弟か子か、あるいは兄国足の子であろうか、得大理（トコタリ）は国足（クニタリ）と語尾が共通することから、国足・神護の兄弟か国足の子の可能性が高いとも考えられる。

## 神護解
神護の自薦書、他田日奉部直神護解は、奈良東大寺の正倉院に残された一大古文書群のなかの文書の一つである（『正倉院文書』 正集四十四）。万葉仮名を混えた宣命体で書かれ、奈良時代史を語る上では著名な史料であり、古文書学としても貴重なものである。なお、解とは、下の役所から上の役所に呈する公文書の書式であり、転じて個人が役所に出す上申文書にもこの名が用いられた。

### 解説
神護は養老2年（718年）から神亀5年（728年）の11年間、故兵部卿従三位藤原卿、すなわち藤原麻呂の位分資人として勤務、さらに天平元年（729年）からの20年間は中宮舎人、つまり当時の中宮の藤原宮子の舎人として、合計31年間勤め上げた。これを以って、祖父忍、父宮麻呂、兄国足に次いで、郡司（大領）への任用を求めたものである。年次は、文中に「天平元年より始めて今に至る廿年」とあることから、天平20年（748年）と考えられている。
神護については、従来はこの文書でしか知られない人物であり、彼の経歴はそれ以上の手がかりはなかった。だが、平成元年（1989年）に平城京跡で出土した木簡群（『平城京木簡』 三－四五一三号）のなかに、神護の姿が浮かび上がった。
木簡は、天平8年（736年）8月2日付けで中宮職から、兵部省卿宅政所、つまり兵部省の長官だった藤原麻呂の家政機関に宛てたもので、末尾に「他田神□（護）」との記載があり、この時点で神護が中宮舎人だったことはほぼ間違いない。しかし木簡によると、これら中宮舎人は中宮職にはおらず、麻呂の下で勤務していたように読み取れる。中宮の藤原宮子は首皇子（後の聖武天皇）を出産後、体調不良で活動していなかったので、従って神護らも特に用務がなく、麻呂の邸宅で勤務する日々であったと推測され、その後東大寺が建立されるに際して造東大寺司に出向したものと考えられる。なお、神護は譜第郡領家の子弟なので本来なら兵衛として出仕すべきはずである。ところが、平城京跡から出土した同時代の木簡に「宣海上采女」や「海上□（娞）匚」と記されたものがあり、海上郡は下総の他上総にもあるので断定はできないが、この采女が下総国海上郡出身で神護より前に出仕していたとすれば兵衛は出せないので（軍防令兵衛条）、位分資人として出仕した理由もわかる。
神護解は筆跡から安都雄足の手になるものと見なされており、造東大寺司に出向して同じく下級官人であった雄足と親しくなり、能筆家であった雄足に依頼しこの「解」を作成したものと見られている。紙が貴重だった時代には、用途を終え反故紙になるとその裏面を別の用途にあてることが多く、この文書の裏面は天平宝字6年（762年）正月14日「造石山寺所食物用帳」の一部として活用され、紙背文書として残ったと説明できる。